# 42 Pułk Artylerii (LWP)
42 Pułk Artylerii (42 pa) – oddział artylerii lekkiej ludowego Wojska Polskiego.
Pułk został sformowany latem 1945 roku, w garnizonie Kraków, w składzie 17 Dywizji Piechoty, według etatu Nr 2/3 o stanie 815 żołnierzy. Sprzęt i uzbrojenie pochodził z rozformowanej 11 Brygady Artylerii Przeciwpancernej. W styczniu 1946 roku jednostka została zlikwidowana.